# رومولو ألزاني
أندريا كونتي (بالإيطالية: Romolo Alzani)‏ مدرب إيطالي و لاعب كرة قدم سابق (مواليد 21 مارس 1921 في روما) لعب في دوري الدرجة الأولى الإيطالي 263 مباراة ، وكان من الاعبين القلائل الذين لعبو لقطبي العاصمة نادي روما و نادي لاتسيو وكان جزء من تشكيلة دفاعية حديدية لعشرة مواسم مع لاتسيو .